# Erin Cummings

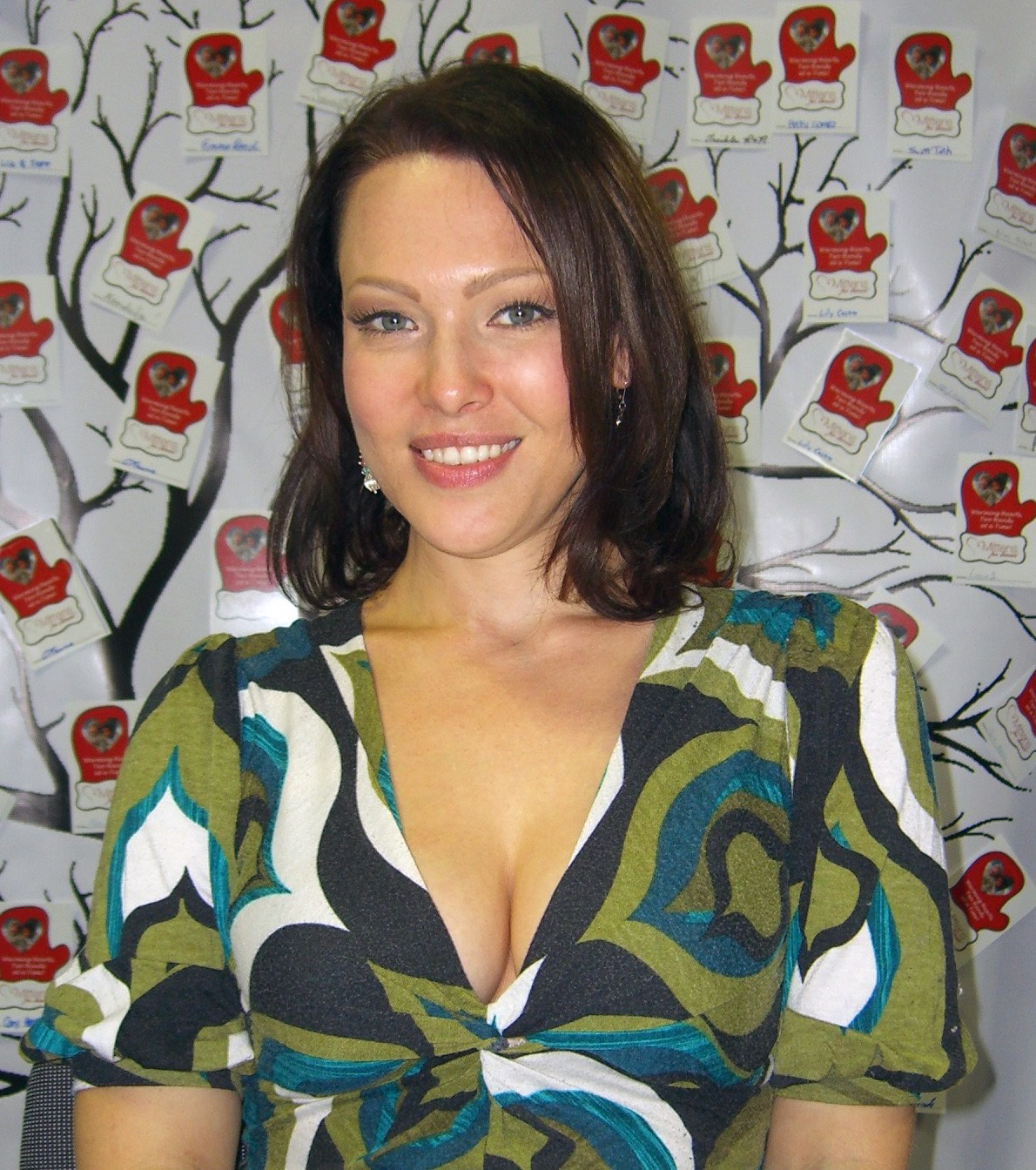
Erin Cummings (2011)

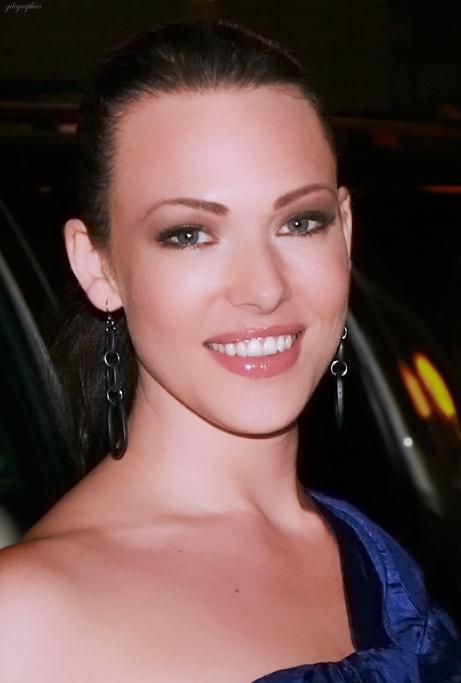
Erin Cummings (2009)

 Erin Lynn Cummings (* 19. Juli 1977 in Huntsville, Texas) ist eine US-amerikanische Schauspielerin.

## Leben
Erin Cummings begann ihre Karriere mit Auftritten in verschiedenen Kurzfilmen im Jahr 2003. In den folgenden Jahren war sie vor allem in Gastauftritten in verschiedenen Fernsehserien zu sehen, 2006 übernahm sie erstmals eine wiederkehrende Rolle mit einem Engagement in der Serie Dante's Cove. Diesem folgten auch zunehmende Rollenangebote in Filmen, ihr Schwerpunkt liegt bei Fernseh-Produktionen.

## Filmografie (Auswahl)
- 2003: The Analysts (Kurzfilm)
- 2003: Star Trek: Enterprise (Fernsehserie, eine Folge)
- 2005: Passions (Fernsehserie, eine Folge)
- 2005: Nemesis – Der Angriff (Threshold, Fernsehserie, eine Folge)
- 2006: Charmed – Zauberhafte Hexen (Charmed, Fernsehserie, eine Folge)
- 2006: Tomorrow's Yesterday (Kurzfilm)
- 2006: After Midnight: Life Behind Bars (Fernsehfilm)
- 2006: Dante’s Cove (Fernsehserie, 5 Folgen)
- 2007: Rolling
- 2007: A New Tomorrow
- 2007: Reich und Schön (The Bold and the Beautiful, Fernsehserie, 2 Folgen)
- 2008: Willkommen zu Hause Roscoe Jenkins (Welcome Home, Roscoe Jenkins)
- 2008: Oh Baby!
- 2008: Cold Case – Kein Opfer ist je vergessen (Cold Case, Fernsehserie, eine Folge)
- 2009: The Anniversary
- 2009: Dollhouse (Fernsehserie, 3 Folgen)
- 2009: Dark House
- 2009: Bitch Slap
- 2009: Nip/Tuck – Schönheit hat ihren Preis (Nip/Tuck, Fernsehserie, eine Folge)
- 2010: Scorpio Men on Prozac
- 2010: Spartacus (Fernsehserie, 7 Folgen)
- 2010: Mad Men (Fernsehserie, 2 Folgen)
- 2010–2011: Detroit 1-8-7 (Fernsehserie, 18 Folgen)
- 2011: Darla (Kurzfilm)
- 2012: The Ropes (Fernsehserie, 2 Folgen)
- 2011–2012: Pan Am (Fernsehserie, 3 Folgen)
- 2012: Common Law (Fernsehserie, eine Folge)
- 2012: Major Crimes (Fernsehserie, eine Folge)
- 2012: Made in Jersey (Fernsehserie, 8 Folgen)
- 2012: The Iceman
- 2013: Criminal Minds (Fernsehserie, eine Folge)
- 2013: Inside Amy Schumer (Fernsehserie, eine Folge)
- 2013: Unforgettable (Fernsehserie, eine Folge)
- 2013: Cold Comes the Night
- 2014: Late Phases
- 2014: Zarra's Law
- 2014: The Living
- 2015: Halt and Catch Fire (Fernsehserie, 2 Folgen)
- 2015: The Astronaut Wives Club (Fernsehserie, 10 Folgen)
- 2016: Madoff (Fernsehserie, 4 Folgen)
- 2016: Johnny Frank Garrett's Last Word
- 2016: Feed the Beast (Fernsehserie, 9 Folgen)
- 2017: The Disaster Artist
- 2018: The Blacklist (Fernsehserie, eine Folge)
- 2018: The Flash (Fernsehserie, eine Folge)
- 2019: Navy CIS (NCIS, Fernsehserie, eine Folge)
- 2019: All Rise – Die Richterin (All Rise, Fernsehserie, 2 Folgen)
- 2019–2020: Der Denver-Clan (Dynasty, Fernsehserie, 2 Folgen)
- 2020: 9-1-1: Lone Star (Fernsehserie, eine Folge)
- 2020: Language Arts
- 2020: Lucifer (Fernsehserie, eine Folge)
- 2021: Good Girls (Fernsehserie, 2 Folgen)
- 2021: King Richard
- 2022: The Rookie (Fernsehserie, eine Folge)
- 2022: S.W.A.T. (Fernsehserie, eine Folge)
- 2023: FBI: Most Wanted (Fernsehserie, eine Folge)
- 2023: Nancy Drew (Fernsehserie, 4 Folgen)